# Microthespis evansi
Microthespis evansi är en bönsyrseart som beskrevs av Boris Petrovich Uvarov 1931. Microthespis evansi ingår i släktet Microthespis och familjen Mantidae. Inga underarter finns listade i Catalogue of Life.